# Flávia de Faria
Flávia Cristina de Faria (Brasília, 29 de janeiro de 1982) é uma ex-ginasta rítmica brasileira. Representou o Brasil nos Jogos Olímpicos de Verão de 2000, em Sydney.

## Biografia
Nascida em Brasília, começou na ginástica rítmica aos 10 anos, na Escola Parque. Aos 15 anos, já integrava a seleção de ginástica, mudando-se para Londrina, local onde ficava a seleção permanente.
Integrou o conjunto brasileiro que conquistou o primeiro ouro da história na ginástica rítmica do país em Jogos Pan-Americanos, na edição de Winnipeg 1999.
Também representou o Brasil nos Jogos Olímpicos de 2000, realizados em Sydney, na Austrália. Na competição de conjunto, avançou para uma inédita final em uma apresentação que misturou frevo e maracatu. Na grande decisão, o Brasil terminou em oitavo lugar.
Ainda competiu em 2001, quando disputou a 13ª Copa dos Continentes, em Curitiba. Conquistou a medalha de ouro no conjunto.
Deixou a ginástica para se dedicar aos estudos. Formou-se em Educação Física e depois trabalhou como administradora.